# Neuburger
Neuburger este un soi de viță de vie pentru vin, considerat a fi un hibrid natural între Roter Veltliner și Sylvaner. Este vinificat cel mai frecvent ca un vin alb sec, corpolent, cu arome fructate și proaspete.

## Descriere
Floarea este hermafrodită normală, cu struguri mici și boabele așezate dens pe ciorchine. Bobul are pielița groasă și pulpa semizemoasă.
Neuburger este slab rezistent la ger, dar rezistent la secetă, având greutatea ciorchinelui între 100 și 300g. Distanțarea recomandată la plantare este de 1,2-1,5m între butași și 2-2,5m între rânduri, cu plantarea toamna sau primăvara devreme. Zaharitatea așteptată este de 180-200g/l, putând atinge și peste 220g/l de zaharuri prin supramaturare. De regulă are o aciditate ridicată.

## Zone cultivate
Soiul are origine austriacă, din regiunea Dunăreană Wachau (Austria Inferioară). Nu este foarte răspândit în România, fiind cultivat în zone restrânse în Transilvania. Neuburger în solul autohton este capabil să producă un vin complet, cu o mineralitate și o aciditate peste medie.

## Asociere culinară
Recomandările culinare includ brânzeturi, aperitive, scoici sau pește.

## Legenda originii
Conform tradiției din Wachau, doi bărbați numiți Christoph Ferstl și Franz Marchendl au găsit o parcelă de viță de vie care crește lângă Oberarnsdorf, pe malul Dunării. Ulterior, butașii au fost plantați de cealaltă parte a Dunării, într-un loc numit Burg, lângă orașul Spitz. Legenda spune că așa și-a căpătat soiul numele (neu = nou, în limba germană, iar burg = cetate, fortăreață, incintă apărată).
Într-o altă variantă a legendei, un butaș de viță de vie a fost adus de Dunăre înainte de a fi plantat.